# Pristimantis helvolus
Pristimantis helvolus es una especie de anfibio anuro de la familia Craugastoridae.

## Distribución
Esta especie es endémica de la ladera oriental de la Cordillera Central en Colombia. Habita entre los 1800 y 2650 m sobre el nivel del mar:
- en los municipios de Pensilvania y Samaná en el departamento de Caldas;
- en los municipios de Guatapé y Anorí en el departamento de Antioquia.[4]

## Descripción
Los machos miden 18.8 a 19.9 mm y las hembras 25.6 mm.

## Publicación original
- Lynch & Rueda-Almonacid, 1998 : New frogs of the genus Eleutherodactylus from the eastern flank of the northern Cordillera Central of Colombia. Revista de la Academia Colombiana de Ciencias Exactas Físicas y Naturales, vol. 22, n.º 85, p. 561-570[5]